# 王梦云 (1949年)
王梦云（1949年—），男，汉族，江苏宿迁人，中华人民共和国政治人物，中国共产党党员，解放军报社原社长，第十一届全国人民代表大会解放军代表。

## 生平
1970年加入中国共产党。毕业于南京大学中文专业。2008年起担任全国人大代表。